# إيالة بغداد
إيالة بغداد إيالة عثمانية كانت تضم منطقة وسط العراق الحالي. أسست عام 1535. إنشائها عام 1609، كانت تحدها إيالة البصرة من الجنوب الشرقي وإيالة شهرزور من الشمال وإيالة الموصل وإيالة دمشق من الغرب وصحراء النفود والأطراف الشمالية لبادية الشام من الجنوب.

## سناجق الإيالة
شملت الإيالة ثمانية عشر سنجقًا.